# پری یرز
در اساطیر یونان، پری یرز یا پری یریس (به یونانی: Περιήρης)، فرزند آئولوس و شوهر گورگوفونه بود. او پدر لئوکیپوس و آفارئوس محسوب می‌شد. پری یرز اغلب با شوهر دوم گورگوفونه که اوئبالوس بود، اشتباه گرفته می‌شود. (در برخی داستان‌ها، وی پسر پری یرز معرفی شده‌است) گورگوفونه از ازدواج خود با اوئبالوس مادر تیندارئوس، هیپپوکون و ایکاریوس محسوب می‌شد.